# 第十一届超级碗
第十一届超级碗（Super Bowl XI）是美国国家橄榄球联盟1976赛季的总决赛，由美联冠军奥克兰突袭者队对阵国联冠军明尼苏达维京人队。比赛于1977年1月9日在帕萨迪纳的玫瑰碗体育场举行。
最终，奥克兰突袭者队以32-14战胜明尼苏达维京人队，第一次夺得超级碗冠军。外接手弗瑞德·比莱特尼科夫（Fred Biletnikoff）获得最有价值球员称号。